# Can Manich (Montmeló)
Can Manich és una casa eclèctica de Montmeló (Vallès Oriental) protegida com a Bé Cultural d'Interès Local.

## Descripció
Casa envoltada de jardí. Consta de planta baixa i pis. Les cobertes són de teula àrab acabades amb una potent cornisa. Les façanes estan arrebossades i coronades per un entaulament que incorpora a la planta baixa els buits pel desguàs de les terrasses i en el pis els de ventilació de la coberta. Les obertures són de proporcions verticals i estan emmarcades amb engaltats. Els tancaments de les finestres són de fusta, persianes de llibret. La planta baixa està composta en forma d'angle recte amb un cos poligonal que sobresurt al centre on hi ha la porta principal. La planta pis és molt més petita que la planta baixa i té la mateixa forma poligonal que el cos on hi ha l'accés principal.
La tanca del jardí és el mur de còdols de perfil recte coronat per una filada de totxo. Al damunt hi ha unes senzilles baranes de ferro forjat subjectades a petits pilars de maó.

## Història
Aquesta casa està situada al peu del turó de la Bandera, a la zona nord-est del nucli urbà. En un barri format majoritàriament per cases aïllades envoltades de jardí.